# Веровокомоко
Веровокомоко — город, который служил штаб-квартирой Поухатана, политического и духовного лидера алгонкиноговорящих индейских племён на территории современного американского штата Виргиния, когда англичане основали Джеймстаун в 1607 году. Название Веровокомоко исходит из поухатанского werowans (weroance), означающее «вождь» в английском языке; и komakah (-comoco), «поселок». Город был впервые упомянут английскими поселенцами в 1608 году, как расположенный недалеко от Северного берега реки Йорк. Сегодня на этом месте располагается Глостер Каунти. Веровокомоко был отделен от английского поселения Джеймстаун, расположенного на реке Джеймс, рекой Йорк и полуостровом Верджиния.
Предполагалось, что дымоход Паухатана в Викомико, участок исторических руин, связанных с домом, был построен для Поухатана и долгое время считался участком этой столицы. Его наиболее вероятное истинное место нахождения было определено археологами в 2003 году на участке в заливе Пуртан, западнее реки Йорк. При исследованиях и раскопках было найдено множество артефактов, а также жилища 13-17 веков. Существование первого поселения было доказано наличием комплекса земляных работ, датируемых примерно 1400 годом нашей эры.
Область, которую коренные американцы считали Веровокомоко, возможно, включала в себя как недавно идентифицированный участок залива Пуртан, так и место установки дымохода Поухатана. Наблюдательный совет графства Глостер отметил, что на алгонкинском языке обозначение деревни вождя не было географическим названием, и правильнее было бы перевести это, как привязка к землям, где он жил. Племя часто перемещало жилища в пределах общей территории. 

## История

### Поухатан
Поухатан стал титулом, означающим повелителя владений, когда Wahunsenacawh или Wahunsonacock, известный ранним английским поселенцам как Поухатан, был выбран для этой должности. Его люди также были известны под этим именем. (Название происходит от их родной деревни, небольшого поселения Поухатан, означающего линию водопадов реки Джеймс; современный район Powhatan Hill в Ричмонде, штат Вирджиния, позже развился на этом участке.) Неизвестно, когда Wahunsenacawh/Поухатан переехал в Веровокомоко. Как место, уже известное его народу как региональный центр, он, возможно, хотел использовать его из-за своей связи с предыдущими индейскими лидерами. Во время пребывания там, он получил дань от нескольких племен Виргинских Алгонкин в обмен на предоставление продовольствия в периоды голода, военной защиты и духовных сил. Кроме того, он распространял священные материалы, такие как медь и некоторые цвета бусин.

### Покахонтас и капитан Джон Смит
В Веровокомоко произошли несколько встреч поухатанов и английских колонистов из Джеймстауна. Это место известно тем, что здесь был взят Джон Смит, чтобы встретиться с Поухатаном в декабре 1607 года. Он был захвачен братом Поухатана Опечанчано, когда искал пропитание вдоль реки Чикагомины.
Согласно отчету Смита за 1624 год, в настоящее время оспариваемая большинством ученых, Покахонтас, дочь Поухатана, помешала отцу казнить Смита в декабре 1607 года. Историки несколько скептически относятся к этому рассказу, и некоторые считают, что Смит, возможно, неверно истолковал ритуал, предназначенный для того, чтобы принять Смита в семью племен. Смит не ссылался на этот предполагаемый инцидент в более ранних отчетах (1608 и 1612) о его взаимодействии с Поухатаном. Об этом он написал в 1624 году впервые, спустя 17 лет.